# Municipio de Walnut (condado de Adair, Misuri)
El municipio de Walnut (en inglés: Walnut Township) es un municipio ubicado en el condado de Adair en el estado estadounidense de Misuri. En el año 2010 tenía una población de 257 habitantes y una densidad poblacional de 1,91 personas por km².

## Geografía
El municipio de Walnut se encuentra ubicado en las coordenadas 40°4′51″N 92°47′46″O / 40.08083, -92.79611. Según la Oficina del Censo de los Estados Unidos, el municipio tiene una superficie total de 134.89 km², de la cual 134,88 km² corresponden a tierra firme y (0,01 %) 0,01 km² es agua.

## Demografía
Según el censo de 2010, había 257 personas residiendo en el municipio de Walnut. La densidad de población era de 1,91 hab./km². De los 257 habitantes, el municipio de Walnut estaba compuesto por el 97,28 % blancos, el 0,39 % eran amerindios y el 2,33 % eran de una mezcla de razas. Del total de la población el 0,39 % eran hispanos o latinos de cualquier raza.